# Lako je sve (album)
Lako je sve je drugi album ženskog pop i dance sastava Feminnem. Izdan je 1. ožujka 2010. u Hrvatskoj i Bosni i Hercegovini. Pjesme "Ovisna", "Baš mi je dobro", "Neki lik" i "Lako je sve" se nalaze na njihovom kompilacijskom albumu "Baš nam je dobro".

## Singlovi
- "Navika" je prvi singl s albuma. Njime su se predstavljale na Dori 2007. i osvojile su 9. mjesto.
- "Chanel 5" je drugi singl s albuma i prvi singl s Nikol Bulat koja je zamijenila Ivanu Marić. Nastupale su na Hrvatskom radijskom festivalu 2008. i dobile najviše glasova putem interneta.
- "Ovisna" je treći singl s albuma s kojim su nastupale na srpskom natjecanju Sunčane skale. Pjesma je postala vrlo popularna, a to dokazuje i dostignuto 19. mjesto na hrvatskoj top ljestvici singlova.
- "Poljupci u boji" je četvrti singl s albuma i ujedno drugi singl kojim su nastupale na Dori, a sada 2009. Osvojile su odlično 3. mjesto, slovile su za glavnog favorita i osvojile su najviše glasova od stručnog žirija. Dostigle su 18. mjesto na hrvatskoj top ljestvici singlova.
- "Oye, Oye, Oye" je peti singl s albuma i pjevaju ga sa španjolskom pop zvijedom Alexom Mangom. Nastupale su na HRF-u 2009.
- "Sve što ostaje" je šesti singl s albuma i prvi singl s Nikom Antolos koja je zamijenila već spomenutu Nikol. Na pjesmi gostuje i reper Big Freddie C. Pjesma je postigla 7. mjesto na hrvatskoj top ljestvici i slovi za jednu od najpopularnijih pjesama Feminnema.
- "Lako je sve je sedmi singl s albuma. Izdan je zajedno s prvim singlom engleske verzije albuma - "Easy to See". Pobijedile su na Dori 2010. s maksimalnim brojem bodova od žirija i publike i time su dobile priliku predstavljati Hrvatsku na Eurosongu 2010. Iako su dobro kotirale na kladionicama i bile jedne od favorita, nisu se plasirale u finale - osvojile su 13. mjesto s 33 osvojena boda. Došle su i do 8. mjesta na hrvatskoj top ljestvici singlova.
- "Baš mi je dobro" je osmi i posljednji singl s albuma. Izvodile su je na CMC Festivalu u Vodicama.

### Promotivni singlovi
- "1 000 000 razloga" je prvi promotivni singl s albuma. Nastupale su na Pjesmi Mediterana 2009. u Budvi i osvojile su nagradu za najbolji scenski nastup.
- "Još jedna Božićna pjesma" je drugi promotivni singl s albuma. Pjesma se nalazi na istoimenom božićnom albumu Croatia Recordsa.
- "Srce se bori" je treći i posljednji promotivni singl s albuma s kojim su nastupale na Pjesmi Mediterana 2010. u Budvi gdje su osvojile 11. mjesto.

## Popis pjesama
| 1.    | »Sve što ostaje (feat. Big Freddie C)« | 3:40 |
| 2.    | »Baš mi je dobro«                      | 3:58 |
| 3.    | »Lako je sve«                          | 3:02 |
| 4.    | »Neki lik«                             | 3:28 |
| 5.    | »Srce se bori«                         | 4:36 |
| 6.    | »Ovisna« (intro)                       | 0:34 |
| 7.    | »Ovisna«                               | 4:01 |
| 8.    | »Chanel 5«                             | 3:23 |
| 9.    | »Oye, Oye, Oye« (feat. Alex Manga)     | 3:20 |
| 10.   | »Poljupci u boji«                      | 2:59 |
| 11.   | »1 000 000 razloga«                    | 3:13 |
| 12.   | »Nije, moje srce nije«                 | 3:42 |
| 13.   | »Još jedna Božićna pjesma«             | 3:50 |
| 14.   | »Navika«                               | 3:00 |
| 46:43 |                                        |      |

## Top ljestvice
| Ljestvica (2010.) | Pozicija |
| ----------------- | -------- |
| Hrvatska          | 2        |

### Godišnje ljestvice
| Ljestvica (2010.) | Pozicija |
| ----------------- | -------- |
| Hrvatska          | 10       |

## Povijest izdavanja
| Država              | Datum           | Producentska kuća | Format                 |
| ------------------- | --------------- | ----------------- | ---------------------- |
| Hrvatska            | 1. ožujka 2010. | Croatia Records   | CD, digitalni download |
| Bosna i Hercegovina | 1. ožujka 2010. | Croatia Records   | CD, digitalni download |
| Ostatak svijeta     | 1. ožujka 2010. | Croatia Records   | digitalni download     |

## Vanjske poveznice
- Lako je sve na iTunes.com
- Lako je sve na crorec.hr

1. ↑  Top of the shops 12. tjedan 2010. Inačica izvorne stranice arhivirana 10. lipnja 2017. Pristupljeno 29. ožujka 2025.CS1 održavanje: bot: nepoznat status originalnog URL-a (link)
2. ↑  Top of the shops Godišnja 2010. Inačica izvorne stranice arhivirana 18. srpnja 2014. Pristupljeno 29. ožujka 2025.CS1 održavanje: bot: nepoznat status originalnog URL-a (link)